# 加伊區

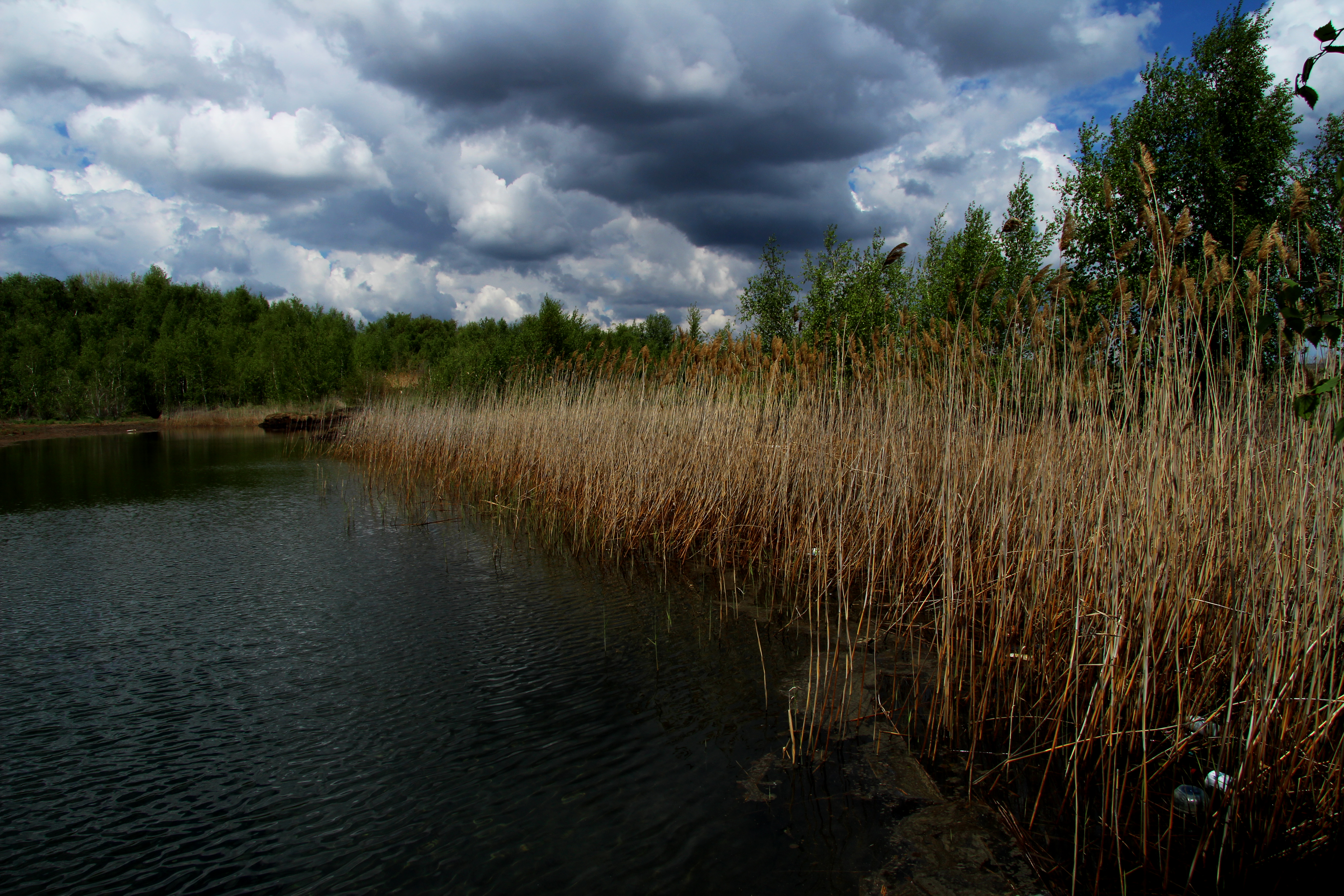

51°28′N 58°27′E / 51.467°N 58.450°E
加伊區（俄语：Гайский район），是俄羅斯的一個區，位於該國西南部，由奧倫堡州負責管轄，面積2,900平方公里，2010年該地區人口10,331，人口密度每平方公里3.56人。